# استان کوردوبا (اسپانیا)
کوردوبا (عربی: قرطبه) استانی در جنوب اسپانیا، در بخش خودمختار اندلس است.
در سال۷۱۱ میلادی (۹۲ قمری) یک دسته از مسلمانان به رهبری طارق بن زیاد که نام وی در کلمه جبل الطارق ابدی شده‌است توانستند بخش اعظم اسپانیا را فتح کنند. مسلمانان قلمرو جدید خودرا در اسپانیا اندلس می‌گفتند و شهر قرطبه را به پایتختی برگزیدند.

## جغرافیا
این استان هم‌مرز با استان‌های مالاگا، سبیا، باداخس، سیوداد رئال، خائن و گرانادا است و مرکز استان، شهر کوردوبا است.

## جمعیت و مساحت
۷۷۱٬۱۳۱ نفر (۲۰۰۲) در سیوداد رئال زندگی می‌کنند که از این میان بیش از ۴۰٪ در شهر کردبا ساکن هستند.
این استان ۱۳٫۷۶۹ کیلومتر مربع مساحت دارد و دارای ۷۵ دهستان است.